# Scrupel
Een scrupel is een gewichtseenheid die gebruikt werd voor de invoering van het decimale stelsel.
Een scrupel is 1/288 deel van een medicinaal pond en komt bij benadering overeen met 1,3 gram. Het medicinale pond was onderverdeeld in twaalf oude oncen, die elk weer onderverdeeld waren in acht drachmen. Een drachme was onderverdeeld in drie scrupel en een scrupel was verdeeld in twintig grein.
| Eenheid         | Equivalent bij benadering |
| --------------- | ------------------------- |
| Medicinaal pond | 375 gram                  |
| Once            | 31,25 gram                |
| Drachme         | 3,9 gram                  |
| Scrupel         | 1,3 gram                  |
| Grein           | 65 milligram              |